# Pleuridium venezuelanum
Pleuridium venezuelanum là một loài rêu trong họ Ditrichaceae. Loài này được D.G. Griffin mô tả khoa học đầu tiên năm 1987.